# Ковальчук-Буряк Лариса Володимирівна
Ковальчук-Буряк Лариса (англ. Larissa Burak, нар. 1968, Хоростків) — українська бандуристка.

## Життєпис
Народилась 1968 у Хоросткові на Тернопільщині у родині художників.
Лариса отримала вищу освіту у Київській консерваторії ім. П. Чайковського. Вчилася у професора Сергія Баштана. Закінчила аспірантуру в Київській консерваторії.
Лауреат Республіканського конкурсу бандуристів у 1993 р.
Учасник міжнародного фестивалю «All the World's Violins» в Брюсселі. який організував Ієгуді Менухін в 1993 р.
Її репертуар включає твори українських композиторів, а також світових класиків.
Живе в Сіднеї, Австралії.